# 스칼라 맵시 쿼크
스칼라 맵시 쿼크는 맵시 쿼크의 페르미온 초대칭짝이다.